# Ozero Kishi-Katpagan
Ozero Kishi-Katpagan är en saltsjö i Kazakstan.   Den ligger i oblystet Qostanaj, i den centrala delen av landet, 500 km väster om huvudstaden Astana. Arean är 3,9 kvadratkilometer.